# Vojtěch Preissig

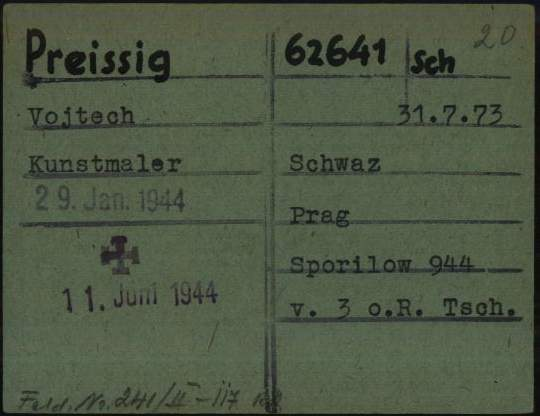
Karta rejestracyjna Vojtěcha Preissiga jako więźnia w nazistowskim obozie koncentracyjnym w Dachau

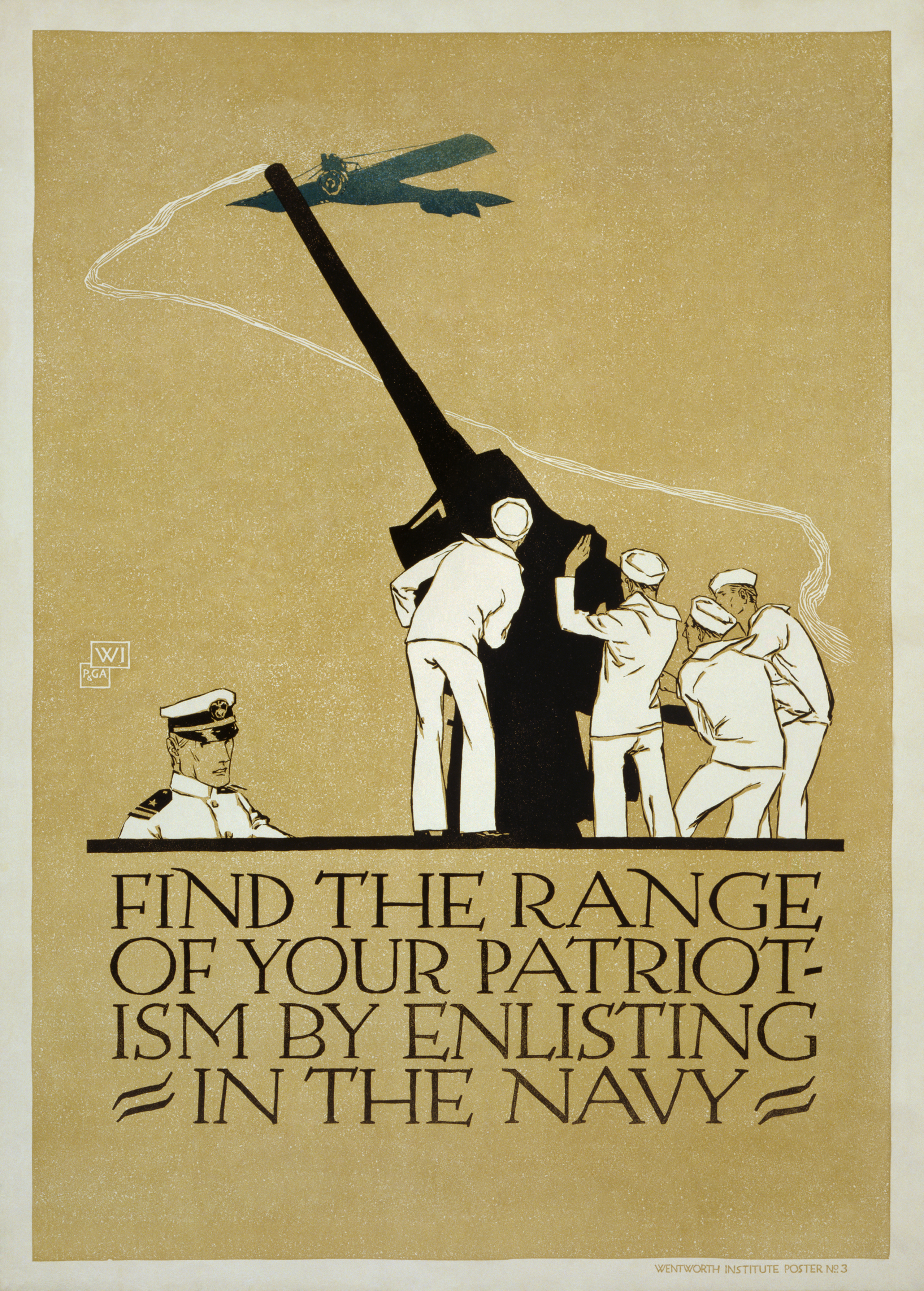
Plakat rekrutacyjny

Vojtěch Preissig, Vojtech Preissig, Wojciech Preissig (ur. 31 lipca 1873 w Světec, zm. 11 czerwca 1944 w niemieckim obozie koncentracyjnym Dachau) – czeski malarz oraz grafik, ilustrator, tworzący w stylu secesji.

## Odznaczenia
- Order Tomáša Garrigue Masaryka II Klasy – CSRF, 1992, pośmiertnie[1][2]